# Modulus (matematika)
A modulus az algebrai struktúrák egy fajtája, a vektortér fogalmának általánosítása, lazítása, gyengítése, amely bizonyos vektortéraxiómák elhagyásával keletkezik. Egy gyűrű feletti modulus viszonya a gyűrűhöz ahhoz hasonlít, mint egy test feletti vektortér viszonya a testhez. Az algebrában a modulusoknak számos alkalmazása van többek közt a csoportelméletben, a gyűrűelméletben és az algebrai geometriában.
A modulust egy olyan vektortérként foghatjuk fel, ahol a skalárok nem testet, hanem csak gyűrűt alkotnak.

## Definíció
Legyen adva egy {\displaystyle R} gyűrű, és legyen {\displaystyle (M,+)} Abel-csoport. Tegyük fel, hogy létezik egy {\displaystyle *:R\times M\mapsto M} „szorzás” művelet (ez fogja a vektorok skalárral való szorzásának szerepét kapni, egymás mellé írással jelöljük). Az {\displaystyle M}-et bal oldali {\displaystyle R}-modulusnak nevezzük, ha az előbbi műveletek teljesítik a következő kritériumokat:
Legyenek {\displaystyle r,s\in R} és {\displaystyle n,m\in M}. Ekkor:
- {\displaystyle r(n+m)=rn+rm},
- {\displaystyle (r+s)n=rn+sn},
- {\displaystyle r(sn)=(rs)n}.

Ha {\displaystyle R} egységelemes gyűrű, akkor {\displaystyle M}-et unitér modulusnak nevezzük, ha
- {\displaystyle 1n=n}

Hasonlóan értelmezzük a jobb oldali modulust, ekkor a szorzás a másik oldalról történik. Vannak kétoldali modulusok, ezek egyszerre bal és jobb oldali modulusok, tehát a jobb oldali szorzás ugyanaz, mint a bal oldali szorzás (szokás ezt bimodulusnak is nevezni).

## Példák
- Legyen {\displaystyle A} egy Abel-csoport. Ez modulussá tehető {\displaystyle \mathbb {Z} } egész számok halmaza[1] felett a következő szorzásművelettel. Legyen {\displaystyle a\in A,n\in \mathbb {Z} } és ekkor {\displaystyle n*a=a*n=a+\dots +a\,} {\displaystyle n}-szer. Ha {\displaystyle n} negatív, akkor értelem szerint {\displaystyle a^{-1}}-nek kell az {\displaystyle n}-szeres összegét venni, ha pedig {\displaystyle n=0}, akkor {\displaystyle 0*a=1_{A}}. Könnyen ellenőrizhető, hogy ez valóban modulus.

- Legyen {\displaystyle R=\mathbb {R} ^{n\times n}}, tehát az {\displaystyle n\times n}-es valós mátrixok (az összeadással és a mátrixszorzással mint két művelettel), és legyen {\displaystyle M=\mathbb {R} ^{n}}, és értelmezzük a szorzást így: minden {\displaystyle X\in R,v\in M} esetén {\displaystyle X*v=Xv}, tehát a közönséges mátrix-vektor szorzás. Ez egy bal oldali modulus, de nem kétoldali, ugyanis általában {\displaystyle Xv\not =vX}.